# César-díjak 1983
A 8. Césarok éjszakáján, melyet 1983. február 26-án a Rex filmszínházban tartottak meg, Catherine Deneuve francia színésznő elnökölt.
A díjazottak listájának tanúsága szerint az 1982. évi francia filmtermés kiegyensúlyozott volt; 3-3 díjat vihetett haza Bob Swaim A besúgó című alkotása, valamint Daniel Vigne Martin Guerre visszatér  című filmdrámája. A legjobb rendezés díját a lengyel filmrendező, Andrzej Wajda kapta, aki francia-lengyel koprodukcióban dolgozta fel Georges Jacques Danton életének utolsó évét. A jelöltek között ott volt Alexandre Trauner magyar származású díszlettervező, A pisztráng című filmdráma látványtervezője is. A legjobb külföldi film Blake Edwards amerikai filmrendező Viktor, Viktória című alkotása lett.
Posztumusz tiszteletbeli Césart adományoztak a 100 évvel korában született Raimunek, a francia filmművészet egyik szupersztárjának, Marcel Pagnol fétisszínészének. A gálán ugyancsak megemlékeztek egy másik színésznagyságról, a betegség miatt távollévő Arlettyről  is, akit telefonon élőben köszöntött Jean-Claude Brialy ceremóniamester, valamint Jean-Louis Barrault színész-rendező.
1983-ban az addigi legjobb eredeti vagy adaptált forgatókönyv kategóriát kettéválasztották, hogy külön-külön ismerhessék el a legjobb fikciós történetek alkotóit, valamint az irodalmi művek legsikeresebb filmes átiratainak készítőt. (Három év múlva ismét összevonás következett.) Az 1982-ben tragikus hirtelenséggel elhunyt két színművész, Romy Schneider és Patrick Dewaere emlékének adózva két új kategóriát is alapítottak, a „legígéretesebb fiatal színésznő” és a „legígéretesebb fiatal színész” elnevezéssel.

## Díjazottak
| Díjak                            | Díjazottak és jelöltek |
| -------------------------------- | --- |
| legjobb film                     | - A besúgó (La balance), rendezte: Bob Swaim - Danton, rendezte: Andrzej Wajda - Passiójáték (Passion), rendezte: Jean-Luc Godard - Une chambre en ville, rendezte: Jacques Demy |
| legjobb rendező                  | - Andrzej Wajda – Danton - Bob Swaim – A besúgó (La balance) - Jean-Luc Godard – Passiójáték (Passion) - Jacques Demy – Une chambre en ville |
| legjobb színésznő                | - Nathalie Baye – A besúgó (La balance) - Miou-Miou – Josépha - Romy Schneider – A Sant-Souci-i járókelő (La passante du Sans-Souci) - Simone Signoret – Az egyiptomi utas (L'étoile du Nord) |
| legjobb színész                  | - Philippe Léotard – A besúgó (La balance) - Gérard Depardieu – Danton - Gérard Lanvin – Önbíráskodás (Tir groupé) - Lino Ventura – A nyomorultak (Les Misérables) |
| legjobb mellékszereplő színésznő | - Fanny Cottençon – Az egyiptomi utas (L'étoile du Nord) - Denise Grey – Házibuli 2. – A házibuli folytatódik (La boum 2) - Stéphane Audran – Éden boldog boldogtalannak (Paradis pour tous) - Danielle Darrieux – Une chambre en ville                                                                              |
| legjobb mellékszereplő színész   | - Jean Carmet – A nyomorultak (Les misérables) - Gérard Klein – A Sant-Souci-i járókelő (La passante du Sans-Souci) - Michel Jonasz – Qu'est-ce qui fait courir David? - Jean-François Stévenin – Une chambre en ville                                                                                               |
| legígéretesebb fiatal színésznő  | - Sophie Marceau – Házibuli 2. – A házibuli folytatódik (La boum 2) - Souad Amidou – Le Grand Frère - Fabienne Guyon – Une chambre en ville - Julie Jézéquel – Az egyiptomi utas (L'étoile du Nord) |
| legígéretesebb fiatal színész    | - Christophe Malavoy – Family Rock - Jean-Paul Comart – A besúgó (La balance) - Tcheky Karyo – A besúgó (La balance) - Dominique Pinon – Martin Guerre visszatér (Le retour de Martin Guerre) |
| legjobb operatőr                 | - Henri Alekan – A pisztráng (La truite) - Raoul Coutard – Passiójáték (Passion) - Jean Penzer – Une chambre en ville - Edmond Richard – A nyomorultak (Les Misérables) |
| legjobb vágás                    | - Noëlle Boisson – Qu'est-ce qui fait courir David ? - Françoise Javet Frédérix – A besúgó (La balance) - Henri Lanoë – Les quarantièmes rugissants - Armand Psenny – Önbíráskodás (Tir groupé) - Jean Ravel – Az egyiptomi utas (L'étoile du Nord)                                                                  |
| legjobb eredeti forgatókönyv     | - Daniel Vigne és Jean-Claude Carrière – Martin Guerre visszatér (Le retour de Martin Guerre) - Élie Chouraqui – Qu'est-ce qui fait courir David? - Mathieu Fabiani és Bob Swaim – A besúgó (La balance) - Éric Rohmer – Jó házasság (Le beau mariage)                                                               |
| legjobb adaptáció                | - Michel Grisolia, Pierre Granier-Deferre és Jean Aurenche – Az egyiptomi utas (L'étoile du Nord) - Jean-Claude Carrière és Jacek Gasiorowski – Danton - Alain Decaux és Robert Hossein – A nyomorultak (Les Misérables) - Pascal Jardin és Daniel Schmid – Hécate, maîtresse de la nuit                             |
| legjobb filmzene                 | - Michel Portal – Martin Guerre visszatér (Le retour de Martin Guerre) - Michel Colombier – Une chambre en ville - Vladimir Cosma és Francis Lai – Házibuli 2. – A házibuli folytatódik (La boum 2) - Georges Delerue – A Sant-Souci-i járókelő (La passante du Sans-Souci)                                          |
| legjobb hang                     | - William Robert Sivel és Claude Villand – A Sans Souci-i járókelő (La passante du Sans-Souci) - Jean-Pierre Ruh – Danton - Pierre Gamet és Jacques Maumont – Les quarantièmes rugissants - André Hervée – Une chambre en ville                                                                                      |
| legjobb díszlet                  | - Alain Negre – Martin Guerre visszatér (Le retour de Martin Guerre) - Bernard Evein – Une chambre en ville - François de Lamothe – A nyomorultak (Les Misérables) - Alexandre Trauner – A pisztráng (La truite) |
| legjobb elsőmű                   | - Mourir à trente ans, rendezte: Romain Goupil - Josepha, rendezte: Christopher Frank - Lettres d'amour en Somalie, rendezte: Frédéric Mitterrand - Önbíráskodás (Tir groupé), rendezte: Jean-Claude Missiaen |
| legjobb animációs rövidfilm      | - La légende du pauvre bossu, rendezte: Michel Ocelot - Chronique 1909, rendezte: Gaëtan Brizzi, Paul Brizzi - Sans préavis, rendezte: Michel Gauthier |
| legjobb fikciós rövidfilm        | - Bluff, rendezte: Philippe Bensoussan - Canta gitano, rendezte: Tony Gatlif - La saisie, rendezte: Yves-Noël Francois - Merlin ou le cours de l'or, rendezte: Arthur Joffé |
| legjobb dokumentum rövidfilm     | - Junkopia, rendezte: Chris Marker - L'ange de l'abîme, rendezte: Annie Tresgot - Los montes, rendezte: José Martin Sarmiento - Sculptures sonores, rendezte: Jacques Barsac |
| legjobb külföldi film            | - Viktor, Viktória (Victor, Victoria), rendezte: Blake Edwards ( UK, USA) - E. T., a földönkívüli (E.T.: The Extra-Terrestrial), rendezte: Steven Spielberg ( USA) - A francia hadnagy szeretője (The French Lieutenant's Woman), rendezte: Karel Reisz ( UK) - Az út (Yol), rendezte: Yilmaz Güney ( TUR, SUI, FRA) |
| tiszteletbeli César              | - Raimu |

## Többszörös jelölések és elismerések
A statisztikában a különdíjak nem lettek figyelembe véve.
| Jelölés | Díj | Magyar cím                           | Eredeti cím                      |
| ------- | --- | ------------------------------------ | -------------------------------- |
| 9       | 0   | –––                                  | Une chambre en ville             |
| 8       | 3   | A besúgó                             | La balance                       |
| 5       | 2   | Az egyiptomi utas                    | L'étoile du Nord                 |
| 5       | 1   | Danton                               | Danton                           |
| 4       | 3   | Martin Guerre visszatér              | Le retour de Martin Guerre       |
| 3       | 1   | Házibuli 2. – A házibuli folytatódik | La boum 2                        |
| 3       | 0   | A Sant-Souci-i járókelő              | La passante du Sans-Souci        |
| 3       | 0   | Önbíráskodás                         | Tir groupé                       |
| 3       | 0   | Passiójáték                          | Passion                          |
| 2       | 1   | A nyomorultak                        | Les misérables                   |
| 2       | 1   | A pisztráng                          | La truite                        |
| 2       | 0   | –––                                  | Josépha                          |
| 2       | 0   | –––                                  | Les quarantièmes rugissants      |
| 2       | 0   | –––                                  | Qu'est-ce qui fait courir David? |